# Bundesliga Manager
Bundesliga Manager ist eine von Software 2000 veröffentlichte Fußballmanager-Simulation. Die Serie zählte vor allem Anfang der 1990er-Jahre zu den bekanntesten und erfolgreichsten Vertretern dieses Genres in Deutschland. Entwickler der ersten Teile war KRON Simulation Software (Akronym für Werner Krahe und Jens Onnen).

## Bundesliga Manager
Bundesliga Manager aus dem Jahr 1989 war der erste und somit namensgebende Teil der Serie. Das für PC, Amiga, Atari ST und C64 erschienene Spiel ist eine Kombination aus Sport- und Wirtschaftssimulation.
In der Rolle eines Managers leitet der Spieler die Geschicke eines Profivereins der deutschen Bundesliga. Das Spielziel ist der größtmögliche sportliche Triumph, sprich die Meisterschaft. Um diesen angestrebten Erfolg zu erreichen, hat der Spieler Investitionen in das Stadion und die eigene Mannschaft vorzunehmen. Außerdem kann er das wöchentliche Training seiner Mannschaft vorbereiten und eine Taktik für die einzelnen Spieltage erstellen.
Der Spieler muss dabei einen Verein in der Amateur-Oberliga (damals 3. Liga) übernehmen mit dem Ziel, ihn in die Bundesliga zu führen.

## Bundesliga Manager Professional
Nach dem großen Erfolg von Bundesliga Manager wurde 1991 mit Bundesliga Manager Professional der zweite Teil der Serie veröffentlicht. Wie schon beim Vorgänger wurden auch hier wieder Sport- und Wirtschaftssimulation miteinander verbunden. Das Spiel erschien für PC, Amiga und Atari.
Das Ligasystem wurde erweitert und der Spieler konnte nun auch eine Mannschaft aus der 2. Bundesliga oder der 3. Liga (damals noch Amateur-Oberliga) übernehmen. Insgesamt standen 64 Mannschaften zur Auswahl. Zudem konnten die Spieler wählen, ob sie in der aktuellen Bundesligasaison (d. h. 1991/92) oder im Gründungsjahr der Bundesliga (1963/64) starten wollten. Auf die Zusammensetzung der Ligen hatte die Auswahl allerdings keinen Einfluss, so startete z. B. Dynamo Dresden im Spiel auch 1963 in der Bundesliga. Zudem war die reale Bundesliga zum Zeitpunkt der Veröffentlichung des Spiels, bedingt durch die deutsche Einheit, 20 Mannschaften stark. Im Spiel blieb dies jedoch unberücksichtigt.
Das Aufgabenfeld des Spielers (Trainings- und Spielplanung, Entwicklung von Mannschaft und Verein) wurde dabei weitgehend vom Vorgänger übernommen. Es gab allerdings einige neue Features, unter anderem eine Zeitung, in der die Partie der eigenen Mannschaft zusammengefasst und die Spieler bewertet wurden. Die Spieldarstellung erfolgt über animierte Szenen. Kommerziell war Bundesliga Manager Professional ebenfalls ein großer Erfolg und festigte die Stellung der Spielreihe als Marktführer des Genres.
Kurze Zeit später erfolgte die Veröffentlichung von zwei Editordisketten, die man sich direkt bei Software 2000 bestellen konnte. Die eine enthielt einen Editor, mit der man die Mannschaften und Spieler bearbeiten konnte. Die andere fügte dem Spiel 40 neue Spielszenen zu und bot einen Spielszeneneditor zum Erstellen eigener Spielzüge.
1992 erschien zu Weihnachten eine Limited Edition, welche neben der aktuellen Version von Bundesliga Manager Professional (Version 2.0) noch die beiden Editordisketten sowie ein Poster enthielt.
Während die deutsche Ausgabe des Spiels immer noch lizenziert ist, steht die Variante mit englischen Klubs unter dem Namen The Manager als Freeware zur Verfügung.

## Bundesliga Manager Hattrick
Bundesliga Manager Hattrick wurde 1994 für PC und Amiga veröffentlicht.
War man bei den beiden Vorgängern darauf beschränkt, lediglich Vereine zu managen, so konnte der Spieler nun auch die Geschicke einer Nationalmannschaft lenken. Dies war sowohl zusammen mit einem ausgewählten Verein als auch jeweils nur für einen Verein bzw. eine Landesauswahl möglich. Zudem hatte man nun auch freie Auswahl hinsichtlich der Liga, in der man das Spiel beginnen wollte. Musste man sich im „Karriere-Modus“ bei den beiden Vorgängern mit seinem Verein erst den Weg aus der untersten Liga in die 1. Bundesliga bahnen, so konnte man nun auf Wunsch auch direkt dort starten.
Das Spiel beinhaltete zudem viele neue Funktionen, z. B. eine Bank mit Aktien- und Immobilienhandel oder die Möglichkeit, Geld beim Fußball-Toto zu setzen. Zudem konnte die Infrastruktur des Vereinsgeländes um diverse Gebäude (Würstchenbuden, Fanshops und anderen Einrichtungen) erweitert werden. Auch der Verkauf von Fanartikeln rückte etwas mehr in den Mittelpunkt.
Die Spieldarstellung erfolgte über vorberechnete Szenen. Zusätzlich konnte man den sogenannten „Reality-Modus“ aktivieren, durch den es zusätzliche, echtzeitberechnete Spielszenen zu sehen gab, die mit einem Textkommentar unterlegt waren.
Die Spieloberfläche unterschied sich deutlich vom Vorgänger und bestand aus zahlreichen Menüs, die der Spieler entsprechend eigener Vorstellungen auf dem Bildschirm verschieben konnte. Durch verschiedene Modi war es zudem möglich, bestimmte Menüs zu deaktivieren und die damit verbundenen Aktivitäten (z. B. Verwaltung der Finanzen oder Trainingsplanung) automatisch im Hintergrund ablaufen bzw. berechnen zu lassen.
Im gleichen Jahr erschien ein Add-on namens „Supporter“, das dem Spiel einen Vereins- und Spielereditor sowie neue Spielszenen und aktuellere Saisondaten hinzufügte. Ebenfalls war eine Diskette mit Patches beigelegt und ein Buch mit Tipps & Tricks zum Spiel, die direkt von den Entwicklern stammten. In der 1995 für den PC veröffentlichten CD-ROM-Version war dieses Add-On automatisch enthalten.
Ebenfalls noch 1994 wurde eine limitierte Fassung veröffentlicht, die zusätzlich zum Spiel eine Biographie des ehemaligen Fußballprofis Jimmy Hartwig enthielt.
Bundesliga Manager Hattrick gilt bei vielen Fans als bester Teil der Serie und war durch seine Vielfalt an Optionsmenüs wegweisend für nachfolgende Fußballmanager-Simulationen.
In Großbritannien erschien das Spiel unter dem Titel Football Limited.

## Bundesliga Manager 97
Bundesliga Manager 97 wurde 1996 für den PC veröffentlicht.
Der vierte Teil der Bundesliga-Manager-Reihe ist spielerisch eine überarbeitete Version des Vorgängers. Die meisten Funktionen aus Bundesliga Manager Hattrick wurden beibehalten, sodass es kaum inhaltliche Unterschiede gab. Als eine der wenigen Neuerungen konnte man nun zusätzliche Mitarbeiter engagieren, z. B. einen Co-Trainer oder einen medizinischen Betreuer. Wie schon bei Bundesliga Manager Professional gab es wieder eine Zeitung, die neben Spielberichten nun aber auch über Transfers und andere Neuigkeiten informierte. Zudem musste man hin und wieder Interviews geben, bei denen der Spieler zwischen drei möglichen Antworten auswählen konnte (Multiple Choice). Die Spieldarstellung erfolgte erstmals in 3D, die jeweilige Partie konnte dabei in verschiedenen Kameraeinstellungen betrachtet werden. Unterlegt wurden die einzelnen Spielszenen sowie die Pokalauslosungen von Kommentaren, die Fußballtrainer Helmut Schulte vortrug.
Auf den ersten Blick versprach Bundesliga Manager 97 einen ähnlich hohen Unterhaltungswert wie der Vorgänger, doch stattdessen kam es nach der Veröffentlichung zu massiven Verstimmungen bei den Fans der Reihe, da das Spiel insgesamt einen ziemlich unfertigen Eindruck machte. Durch eine Vielzahl an Bugs war das Produkt in seinem ursprünglich ausgelieferten Zustand nahezu unspielbar. Die CD-ROM der Erstausgabe war zudem gänzlich unbedruckt. Software 2000 führte die Fehler auf ein Versehen zurück; man habe einfach das falsche Master zum Presswerk geschickt. Anstatt jedoch den verärgerten Käufern die fehlerhaften Versionen gegen ein ordnungsgemäß funktionierendes Exemplar auszutauschen, entschied sich Software 2000 lediglich dazu, über Monate hinweg immer neue Patches zu veröffentlichen, um zumindest die gröbsten Fehler zu beseitigen. Die Veröffentlichung eines mit zahlreichen Fehlern behafteten Spiels hatte einen enormen Imageverlust zur Folge. Im Wettbewerb mit der Anstoss-Konkurrenz von Ascaron geriet die zuvor marktführende Bundesliga-Manager-Reihe ins Hintertreffen; keine der nachfolgenden Ausgaben sollte den Erfolg der ersten drei Teile wiederholen können.
Im englischsprachigen Raum erschien dieser Teil der Reihe unter dem Titel Total Football Management.
1999 wurde das Spiel nochmals als fehlerbereinigte Gold Edition veröffentlicht, diese beinhaltete jedoch keine neuen Funktionen.

## Bundesliga Manager 98
Bundesliga Manager 98 wurde 1998 für den PC veröffentlicht.
Nur etwas über ein Jahr nach dem Debakel mit Bundesliga Manager 97 veröffentlichte Software 2000 bereits den Nachfolger. Dies war die erste Version, die rein unter Windows lief. Bundesliga Manager 98 war zudem der erste Teil der Reihe, der ohne die Mithilfe der Seriengründer Jens Onnen und Werner Krahe entwickelt wurde; diese hatten das Unternehmen zuvor verlassen und später ein eigenes Entwicklungsstudio gegründet.
Im Großen und Ganzen war das Spiel kaum mehr als eine fehlerbereinigte Version von Bundesliga Manager 97, der man nur ein paar kleine Funktionen zufügte. So war es nun möglich, im WM-Modus Freundschaftsspiele gegen andere Nationalmannschaften zu arrangieren oder die jeweiligen Spieler zu bestimmen, die bei einer Begegnung die Standardsituationen (Eckbälle, Freistöße, Elfmeter) ausführen sollten. Außerdem ließen sich auch wieder Mannschaftsprämien festlegen; diese Option hatte es zuvor bereits bei Bundesliga Manager Hattrick gegeben.
Auch dieser Teil wurde später in einer Gold-Version neu veröffentlicht, allerdings ebenfalls ohne weitere inhaltliche Änderungen.

## Bundesliga Manager Champions Pack
Kurze Zeit nach der Veröffentlichung von Bundesliga Manager 98 erschien noch im selben Jahr eine Compilation, die die ersten vier Teile der Spielreihe (Bundesliga Manager, Bundesliga Manager Professional, Bundesliga Manager Hattrick und Bundesliga Manager 97) auf einer CD-ROM enthielt. Die einzelnen Handbücher wurden dabei zu einem großen zusammengefasst. Die Spiele lagen in den jeweils aktuellen Versionen vor, wurden allerdings nicht erweitert oder überarbeitet. Dies bedeutete, dass sämtliche Saisondaten der einzelnen Teile auf dem zuletzt gegenwärtigen Stand waren, bei Bundesliga Manager Hattrick war es beispielsweise die Saison 1995/96.

## Bundesliga Manager X
Der letzte Teil der Bundesliga-Manager-Reihe erschien 2001 und war gleichzeitig der erste, der ohne die Lizenz des DFB auskommen musste. Die einzigen Originaldaten, die das Spiel beinhaltete, stammten von der österreichischen Bundesliga.
Mit diesem Teil war Software 2000 bemüht, wieder Anschluss an die mittlerweile deutlich populärere Anstoss-Reihe zu finden. Die Erstausgabe war jedoch praktisch nur eine „Rohfassung“, denn viele spielrelevante Funktionen gab es erst mit einem großen Patch, der unter anderem einen Textmodus für die Spieldarstellung hinzufügte sowie aktive Verhandlungsrunden und einen Karrieremodus einführte. Das Spiel gewann damit deutlich an Realismus, denn nun war es erstmals in dieser Reihe möglich, dass man bei zu vielen Misserfolgen von seinem Verein entlassen werden konnte; auch konnte ein Spieler den Verein wechseln und eine neue Mannschaft übernehmen.
Die Spieldarstellung erfolgte, wie schon bei den beiden Vorgängern, ebenfalls wieder in 3D. Die Spielszenen wurden in Echtzeit berechnet und von Jörg Wontorra kommentiert.
Nach dem Konkurs von Software 2000 im Jahr 2002 veröffentlichte Blackstar Interactive im Rahmen ihrer Back-to-Games-Reihe eine überarbeitete Version unter dem Titel Bundesliga Manager X – Edition 2002. Diese bot allerdings außer den alten Patches und angepassten fiktiven Saisondaten keine weiteren Neuerungen.